# Чистое (озеро, Успенская волость Великолукского района)
Чистое — озеро в Успенской волости (на границе с Купуйской волостью) Великолукского района Псковской области, в Сенчитском бору в 10 км к северо-западу от волостного центра, деревни Успенское.
Площадь — 0,8 км² (80,2 га). Максимальная глубина — 20,0 м, средняя глубина — 12,0 м. Одно из самых глубоких озёр Псковской области и самое глубокое в Великолукском районе.
Близлежащим населённым пунктом является деревня Сенчиты (в 1,5 км к востоку от озера на берегу Сенчитского озера).
Слабопроточное. Относится к бассейну реки Демянка, притока реки Ловать.
Тип озера лещово-уклейный. Массовые виды рыб: щука, плотва, окунь, лещ, густера, ерш, уклея, карась, линь, красноперка, налим, язь, вьюн, щиповка, пескарь; раки (мало).
Для озера характерно: крутые, отлогие и низкие, частью заболоченные берега, лес; в профундали — ил, в литорали — песок, камни, заиленный песок.